# 巴西东南部地区

巴西东南部地区

巴西东南部（葡萄牙语：Região Sudeste do Brasil），为5個地理分區之一，包含米纳斯吉拉斯州、圣埃斯皮里图州、里约热内卢州、聖保羅州。巴西东南部总面积924,511.3平方公里，占巴西总面积的十分之一，总人口80,353,724（2010年）。巴西东南部是目前巴西最富裕的地区，GDP总量占全巴西的53%。是巴西的核心地区。
- 里約熱內盧
- 聖保羅是巴西最大城市
- 歐魯普雷圖